# 张家湾城
张家湾城，位于北京市通州区张家湾镇，是一座明朝嘉靖年间，为守卫漕运和京城而兴建的城堡。
1995年，张家湾城墙及南门外的通运桥一同被列为第五批北京市文物保护单位。2002年，通州张家湾古城文化景区建设工程开工。其后，包括明清遗迹在内的城内建筑被完全拆除。2013年，“张家湾城墙及通运桥”作为大运河北京段的一部分，被并入全国重点文物保护单位大运河内。

## 张家湾历史
大运河按照地理位置可分为七段，分别称通惠河、北运河、南运河、鲁运河、中运河、里运河、江南运河，其中最北面的一段通惠河、第二段北运河在北京市境内。张家湾城便位于北运河（又称“潞河”）畔，在北京市通州区中部偏北，距离通州城区8公里，距离北京城区大约25公里。张家湾为多水之处，北运河、凉水河、萧太后河、玉带河在此处汇合，张家湾正好位于四水交汇之处。
从元朝至元十六年（1279年）张瑄试行海运开始，到清朝光绪二十六年（1900年）漕运停止的七百余年，张家湾一直是商贾云集、漕运发达的水陆码头。明清时期，这里是大运河北端起点的水陆交通枢纽及物流集散中心，张家湾城内商号林立。古籍称当时张家湾“官船客舫，骈集于此，弦唱相闻，最称繁盛。”张家湾有“大运河第一码头”之称。
北齐天保年间，今张家湾城所在地曾建有长城戍所。辽朝统和年间，这里曾设有养马圈。元朝之前，张家湾地区被称作“长店”。金朝朝廷为兴建金中都及南攻南宋，遂极力发展漕运，在通州设漕运管理机构，当时漕运船只经过张家湾才可到达通州。张家湾为水路交汇之处，附近村民在河岸两旁建房设店铺，形成规模，逐渐成为村落。
《读史方舆纪要》载，张家湾“因元代万户张瑄督海运到此而名”。可见张家湾得名始于元朝。元朝灭金朝后，元大都城依赖南方提供粮食，但南方至大都的漕运十分艰难。元朝朝廷命张瑄、朱清“造平底船六十只，运米四万六千石，从海道至京师”。张瑄率领的船队经潞河北上，在长店停船。此次海运获得成功，使元朝朝廷增强了信心，逐步加大海运力度，张瑄、朱清也因此渐获晋升，最终元朝的海运由张瑄和朱清执掌，二人成为能左右朝廷大局的要人。
张瑄手握海运权，为向朝廷表忠心，曾经将族属迁至长店，并且在长店设海运船队总部，从而使长店成为重要码头及物资集散地，长店并非正式名称，遂改名“张家湾”。元世祖忽必烈逝世后，铁穆耳即位，因担忧张瑄作乱，乃将张瑄及其子拘杀，并将张瑄迁至张家湾的族属全部遣返原籍，直系族属则流放到边远山区。至此张家湾再没有张瑄的族人。
明成祖朱棣称帝后，将北京定为都城，自永乐四年（1406年）起，大规模营建北京城。建北京城墙、紫禁城、十三陵等使用的建筑材料几乎全部从南方各省经水路运至张家湾周转，所以民谚有“先有张家湾，后有北京城。”因为通惠河堵塞，南方的船只都要在张家湾卸载，货物暂存张家湾后，再通过陆路转运到北京城。此时张家湾成为大运河水运之终点。来往京城的客商、各国贡使也在张家湾进行水陆换乘。当时张家湾热闹非凡，人流不息，车水马龙，商铺林立，百货杂陈。清朝初期至中期，张家湾仍然繁华。朝鲜贡使途经张家湾，曾称赞此处“舟楫之盛可抵长城之雄”，清朝文人敦诚乘船途经张家湾称：“耳听船夫吴歌软语，眼观岸边货物堆积如山。”清朝嘉庆十三年（1808年），由于洪水分流，张家湾河道淤浅几十里，清政府无力整治，自此漕船不再经张家湾，张家湾遂逐渐衰落。

## 张家湾城
张家湾形成于元朝，而张家湾城则是在明朝修建。倭寇和元朝残余势力为明朝朝廷大患。倭寇活跃，朝廷担心倭寇沿大运河北上袭扰京城；而元朝残余势力也多次袭扰，逼近京师。张家湾是水路交通要地、漕运枢纽，为保卫漕运命脉和保卫北京，明廷决定在张家湾抢筑张家湾城。嘉靖四十三年二月（1564年），张家湾城开工建筑，用三个月抢筑完成。
城墙内外均用大城砖砌成，中间实以夯土。张家湾城因地制宜，随着河水之势筑城，所以城池的形状并不规整，南北长，东西窄，平面呈瓦刀形，周长905丈。该城依据地形及码头位置设有5个城门。
明清时期，张家湾城保存完好。民国时期，以张家湾城为张家湾镇的行政中心。周围十五里的居民，皆集易于此:4。抗日战争时期，日军占据张家湾城，为了修筑碉堡，将城垣拆毁。中华人民共和国成立后，残余城墙又逐渐被毁。如今，张家湾城墙仅余南城垣遗址，长约300米。1992年，通县人民政府拨款重修南门东侧一段，恢复120米城墙原貌，还修复了南门，成为北京郊区保留长度最长的城址。
过去张家湾城内店铺林立，为京东的大商埠。正德年间，明武宗朱厚照在张家湾城内开设宝源、吉庆两家皇店，用于收租派款、征收杂税。张家湾城拆迁前，在张家湾城2000亩的城址中，尚有明代石桥、清真寺、古运河码头等文物古迹50多处。
张家湾城内，原有《红楼梦》中描写的十里街、花枝巷等等，花枝巷内据说原有曹雪芹家当铺的遗址。21世纪初，张家湾城拆迁一空后，城内仍有一处石碑，碑上刻有“花枝巷”三字，石碑旁可隐约看出胡同的样貌。花枝巷是张家湾城南门内西侧第一条胡同，东西走向，和南城墙平行。花枝巷中部向北有一分支，名叫小花枝巷。小花枝巷南端西侧有一座小四合院，相传是曹雪芹家族的住房，红学家推断曹雪芹很可能曾在此居住。曹雪芹的《红楼梦》描写贾珍将尤二姐安排在“小花枝巷”内居住，据红学家考证，张家湾城中的小花枝巷很可能是曹雪芹创作的原形。《红楼梦》中提到的十里街、葫芦庙据说都在张家湾城内，但古城拆迁后已无踪迹可寻。
张家湾民间流传着一副对联：“南通州北通州南北通州通南北，东当铺西当铺东西当铺当东西。”张家湾鼎盛时期，城内商铺、当铺众多，其中曹雪芹家开设的曹家当铺位于花枝巷南侧，中华人民共和国成立后曹家当铺依然存在。据说，曹家当铺是座约有二十多间房的院落，门口的砖额上题有“当”字，院落中东厢房北屋内有一口砖井，人称“曹家井”，是用于储存食物的井，夏季井内清凉，可用以冰镇食品和蔬果防止腐烂。据当地人说，21世纪初，重淘该井时，在井口的砖缝间曾发现一枚“康熙通宝”铜钱，是筑井的瓦匠作为镇物放在井内的，由此可以推断筑井年代应是康熙年间。这座院子的后面原来是片空地，曾经是曹家的花园菜圃，后辟为菜地，再后来兴建了很多民居。如今，张家湾城拆迁后全部建筑无存，曹家当铺、曹家井也已难寻踪影。
1960年代，当地村民在曹家坟挖地时，曾挖出一块平放的条石，刻有“曹公讳霑墓壬午”字样，石材粗糙，字体简陋。1992年，文物部门找到该石，请来许多红学家论证条石真伪。有些红学家根据脂批甲戌本《红楼梦》中“壬午除夕，书未成，芹为泪尽而逝”及曹雪芹好友敦诚悼曹雪芹的诗词等等，认为该石可能是曹雪芹的墓石。也有红学家认为该石不是。21世纪初，该石正存放在通州城区的三教庙内。
2002年，由北京市文物局投资的通运桥修缮工程开工，成为通州张家湾古城文化景区建设的开端。总投资达26亿元的通州张家湾古城文化景区是通州区建设运河文化产业带战略的内容之一，由北京跃天房地产开发公司和通州区合作建设。通州张家湾古城文化景区工程拆迁了张家湾古城，整座古城的地面建筑已消失，城内完全拆平。张家湾城拆迁后，有人传说张家湾城内曾经有一座庙的老方丈为后人埋下十八窖银子，很多寻宝者来此挖宝，虽然没挖到银子，但有人挖到瓷片，所以瓷片爱好者纷纷来此挖掘，在空空荡荡的老城内到处留下了土坑。

## 桥梁
张家湾城外河流众多，河上有多座桥梁，原是张家湾各城门外的桥梁，与张家湾城形成一体。目前，通运桥与张家湾城墙一同列为全国重点文物单位——大运河的子项，虹桥、东门桥为通州区不可移动文物。

### 通运桥
通运桥坐落在张家湾古城南门外。因横跨萧太后河，故俗称“萧太后桥”。桥北正对张家湾城南门，桥南原为居民住家。萧太后河是辽朝萧太后主持开凿的人工河，介于通州至辽南京间，为运粮开凿，后世又称“萧太后运粮河”。
该桥原本是萧太后河上的一座木桥。张家湾城建成之后，该木桥因位于南门外，遂称“南门板桥”。桥东百余米便是大运河，河口以南是大运河北端的客货运码头；桥北则是经过张家湾城通往通州城及北京城的大道。所以该桥来往人流、货物较多。因木桥不堪重负，交通时有中断。明神宗万历三十年（1602年），内监张华奏请改建石桥，并且建福德庙等建筑。万历帝生母李太后是通州人，所以捐出大半修庙之资。明神宗万历三十三年十月（1605年）石桥建成，万历帝赐名“通运桥”。清朝咸丰元年（1851年），该桥重修。
该桥为南北向，全长43.5米（13丈），宽10米（3丈）。为三孔石券洞结构。中券宽9米，券洞两侧上方雕刻着镇水兽，券洞壁上镶嵌有1方碑记；两侧券洞宽7米。桥面两侧设有石栏，全部为青砂岩；每侧各有望柱22根，柱头雕有石狮，神态各异；望柱间镶置浮雕宝瓶栏板21块，瓶纹不同。此种两面浮雕宝瓶的手法，在中国古桥中为孤例。金刚墙由长方块花岗岩横砌。如今，仅存石桥与一段残垣。
通运桥北端原来立有两通石碑。桥西的石碑是《敕建通运桥碑记》，至今仍存。桥东的石碑是《敕建通州桥福德庙碑记》，记述着捐资改建石桥与建庙镇桥之事，现已无存。

### 虹桥
虹桥位于张家湾城东便门外，元朝通惠河故道上。因为从水面看桥体就像弯弯的彩虹而得名。元朝至明朝，虹桥的南北都是大运河北端的大码头。虹桥是为水路运输及商旅陆路通行而建，为通惠河河门闸上游的重要通道。清朝嘉庆十三年（1808年），张家湾以东的大运河改道，码头遭到废弃，虹桥遂不再是交通要道。
21世纪初，此处河上架有一座石桥，为现代修建的新桥。该桥西侧藏有一段石板桥，石板桥和新桥连在一起，从桥下粗大的券洞石条及该桥所在位置判断，这座石板桥或许就是原来的虹桥。

### 东门桥
东门桥位于张家湾城东门外，元朝通惠河故道上，是单券平面石板桥。明朝嘉靖四十三年（1564年）抢筑张家湾城时，修筑了该桥。兴建之初，该桥下可以驳船。清朝嘉庆十三年（1808年），张家湾以东的大运河改道，东门桥逐渐遭到废弃，如今只留下已残缺的桥体藏在大运河故道边。